# Campeonato Europeo de Tiro en 10 m de 2017
El XLVII Campeonato Europeo de Tiro en 10 m se celebró en Máribor (Eslovenia) entre el 7 y el 12 de marzo de 2017 bajo la organización de la Confederación Europea de Tiro (ESC) y la Federación Eslovena de Tiro Deportivo.
Las competiciones se realizaron en el Centro Deportivo Draš (rondas de clasificación) y en las instalaciones del Hotel Habakuk (finales).

## Resultados

### Masculino
| Evento                            | Oro                                         | Plata                                | Bronce                            |
| --------------------------------- | ------------------------------------------- | ------------------------------------ | --------------------------------- |
| Rifle de aire 10 m (11.03)        | Vladimir Maslennikov · Rusia · 250,5        | Oleh Tsarkov · Ucrania · 247,7       | Alexis Raynaud Francia 225,5      |
| Rifle de aire 10 m (equipos)      | Rusia · 1878,5                              | Serbia 1869,2                        | Alemania · 1868,5                 |
| Pistola de aire 10 m (10.03)      | Christian Reitz · Alemania · 241,6          | Damir Mikec Serbia 241,4             | İsmail Keleş Turquía 220,7        |
| Pistola de aire 10 m (equipos)    | Rusia · 1734                                | Ucrania · 1728                       | Serbia 1727                       |
| Blanco móvil 10 m (10.03)         | Łukasz Czapla · Polonia ·                   | Vladislav Shchepotkin · Rusia ·      | Vladislav Prianishnikov · Rusia · |
| Blanco móvil 10 m (equipos)       | Rusia · 1739                                | Suecia · 1711                        | Finlandia · 1704                  |
| Blanco móvil mixto 10 m (09.03)   | Vladislav Shchepotkin · Rusia · 386 (19+17) | Maxim Stepanov · Rusia · 386 (19+16) | Emil Martinsson · Suecia · 384    |
| Blanco móvil mixto 10 m (equipos) | Rusia · 1153                                | Suecia · 1133 (27x)                  | Finlandia · 1133 (20x)            |

### Femenino
| Evento                            | Oro                                    | Plata                              | Bronce                             |
| --------------------------------- | -------------------------------------- | ---------------------------------- | ---------------------------------- |
| Rifle de aire 10 m (10.03)        | Snježana Pejčić · Croacia · 249,1 pts. | Stine Nielsen Dinamarca 247,8 pts. | Daria Vdovina · Rusia · 224,1 pts. |
| Rifle de aire 10 m (equipos)      | Rusia · 1251,5                         | Croacia · 1245,3                   | República Checa · 1244,2           |
| Pistola de aire 10 m (11.03)      | Zorana Arunović Serbia 246,9           | Olena Kostevych · Ucrania · 239,5  | Sonia Franquet · España · 218,9    |
| Pistola de aire 10 m (equipos)    | Serbia 1145                            | Alemania · 1139                    | Rusia · 1134                       |
| Blanco móvil 10 m (10.03)         | Halyna Avramenko · Ucrania ·           | Lilit Mkrtchian Armenia            | Yuliya Eidenzon · Rusia ·          |
| Blanco móvil 10 m (equipos)       | Rusia · 1112                           | Ucrania · 1107                     | Hungría · 998                      |
| Blanco móvil mixto 10 m (09.03)   | Galina Avramenko · Ucrania · 373       | Olga Stepanova · Rusia · 371       | Irina Izmalkova · Rusia · 370      |
| Blanco móvil mixto 10 m (equipos) | Rusia · 1110                           | Ucrania · 1102                     | Hungría · 1008                     |

### Mixto
| Evento               | Oro                                      | Plata                                               | Bronce                                                |
| -------------------- | ---------------------------------------- | --------------------------------------------------- | ----------------------------------------------------- |
| Pistola 10 m (11.03) | Serbia Zorana Arunović Damir Mikec       | Rusia · Vitalina Batsarashkina · Vladimir Goncharov | Azerbaiyán Nigar Nasirova Ruslan Lunev                |
| Rifle 10 m (11.03)   | Serbia Andrea Arsović Milutin Stefanović | Rusia · Daria Vdovina · Vladimir Maslennikov        | Alemania · Selina Gschwandtner · Maximilian Dallinger |

## Medallero
| Núm. | País            | Oro | Plata | Bronce | Total |
| ---- | --------------- | --- | ----- | ------ | ----- |
| 1    | Rusia           | 9   | 5     | 5      | 19    |
| 2    | Serbia          | 4   | 2     | 1      | 7     |
| 3    | Ucrania         | 2   | 5     | 0      | 7     |
| 4    | Alemania        | 1   | 1     | 2      | 4     |
| 5    | Croacia         | 1   | 1     | 0      | 2     |
| 6    | Polonia         | 1   | 0     | 0      | 1     |
| 7    | Suecia          | 0   | 2     | 1      | 3     |
| 8    | Armenia         | 0   | 1     | 0      | 1     |
| 8    | Dinamarca       | 0   | 1     | 0      | 1     |
| 10   | Finlandia       | 0   | 0     | 2      | 2     |
| 10   | Hungría         | 0   | 0     | 2      | 2     |
| 12   | Azerbaiyán      | 0   | 0     | 1      | 1     |
| 12   | España          | 0   | 0     | 1      | 1     |
| 12   | Francia         | 0   | 0     | 1      | 1     |
| 12   | República Checa | 0   | 0     | 1      | 1     |
| 12   | Turquía         | 0   | 0     | 1      | 1     |
|      | TOTAL           | 18  | 18    | 18     | 54    |